# Pioruńce
Pioruńce (lit. Perūnai) – kolonia na Litwie, w okręgu wileńskim, w rejonie wileńskim, w gminie Podbrzezie.
Współcześnie w skład miejscowości wchodzi także dawna kolonia Dąbrowo. W II Rzeczypospolitej Pioruńce i Dąbrowo stanowiły kompleks miejscowości.

## Historia
Pod zaborami wieś; w II Rzeczypospolitej folwark i kolonia. W XIX i w początkach XX w. położone były w Rosji, w guberni wileńskiej, w powiecie wileńskim. Po I wojnie światowej pod administracją polską, w Zarządzie Cywilnym Ziem Wschodnich. W latach 1920–1922 w składzie Litwy Środkowej.
Od 11 kwietnia 1922 leżały w Polsce, w województwie wileńskim, w powiecie wileńsko-trockim, w gminie Podbrzezie. W 1931 miejscowości liczyły:
- folwark Pioruńce – 17 mieszkańców, zamieszkałych w 3 budynkach,
- kolonia Pioruńce – 25 mieszkańców, zamieszkałych w 3 budynkach,
- kolonia Dąbrowo – 5 mieszkańców, zamieszkałych w 1 budynku[2].

Po II wojnie światowej w granicach Związku Sowieckiego. Od 1991 na niepodległej Litwie.